# Berufsvorbereitung
Die Berufsvorbereitung oder Berufsausbildungsvorbereitung hat das Ziel, Menschen den Einstieg bzw. Wiedereinstieg in das Berufsleben zu erleichtern bzw. erst zu ermöglichen. Insbesondere soll die Berufswahl unterstützt werden und eine Nachqualifizierung erreicht werden, um Voraussetzungen für die erfolgreiche Aufnahme einer Berufsausbildung zu schaffen, die durch die Schulbildung nicht erreicht wurden.

## Arten von Berufsvorbereitung
Die Berufsvorbereitung erfolgt in aller Regel in berufsvorbereitenden Bildungsmaßnahmen (BvB), die nach dem § 51 SGB III gefördert werden. Dabei handelt es sich um
- das Berufsvorbereitungsjahr (BVJ) an Berufsschulen vor allem für junge Menschen, die keinen oder einen schlechten Hauptschulabschluss haben.
- Berufsausbildungsvorbereitung nach dem Berufsbildungsgesetz (BBiG) für sozial benachteiligte junge Menschen, bei denen eine erfolgreiche Ausbildung in einem anerkannten Ausbildungsberuf oder einer gleichwertigen Berufsausbildung nicht zu erwarten ist.[1]
- Rehabilitations- und Behindertenlehrgänge für durch Krankheit oder Behinderung benachteiligte junge Menschen. Im Rahmen der BvB-Maßnahmen wird dabei unterschieden zwischen BvB 1, einer sogenannten „allgemeinen“ BvB sowie BvB 2, einer rehaspezifischen BvB, und BvB 3, einer rehaspezifischen BvB mit besonders ausgeprägtem Förderbedarf, bei der die Förderung in Einrichtungen der beruflichen Rehabilitation im Sinne des § 35 SGB IX erfolgt.[2]
- Berufsvorbereitende Bildungsmaßnahmen (BvB) gem. SGB III nach dem Neuen Fachkonzept (NFK) der Bundesagentur für Arbeit haben 2005 die bisherigen Grundausbildungslehrgänge (GAL) und Maßnahmen zur Verbesserung beruflicher Bildungs- und Eingliederungschancen (BBE) für benachteiligte Jugendliche abgelöst und die bisherigen Maßnahmen in einer einheitlichen Form zusammengefasst. Ziel ist hier speziell das Erreichen von Ausbildungs- bzw. Berufs- und Berufswahlreife sowie das Einmünden in ein Ausbildungs- oder sozialversicherungspflichtiges Beschäftigungsverhältnis. Wichtige Neuerung ist die Einführung des Bildungsbegleiters, der kontinuierlicher Ansprechpartner für den Jugendlichen bleibt, unabhängig davon, in welcher Phase und an welchem Ort er sich gerade befindet.
- EIBE-Programm zur Eingliederung in die Berufs- und Arbeitswelt,[3] ein vom Europäischen Sozialfonds (ESF) gefördertes Programm des Hessischen Kultusministeriums, mit dem Jugendlichen der Einstieg in die Berufs- und Arbeitswelt über Qualifizierung und sozialpädagogische Betreuung erleichtert werden soll.

Das Berufsgrundbildungsjahr (BGJ) zur Erlangung einer Grundqualifikation in einem bestimmten Berufsfeld (z. B. „Holztechnik“) sowie das schulische Berufsvorbereitungsjahr in verschiedenen Bundesländern sind keine BvB-Maßnahmen nach dem SGB III.
Durch die Teilnahme an BvB-Maßnahmen kann zugleich die Berufsschulpflicht erfüllt werden. Außerdem besteht durch den (maßnahmenimmanenten) Besuch der Berufsschule die Möglichkeit, den Hauptschulabschluss nach der Klasse 9 (in einigen Bundesländern die Berufsreife) zu erlangen. Eine weitere schulische Qualifizierung ist innerhalb der BvB allerdings nicht möglich.

## Träger
Träger solcher Maßnahmen sind regionale oder überregionale, kommerzielle, private, gemeinnützige oder öffentliche Bildungseinrichtungen und Wohlfahrtsverbände (z. B. das Christliche Jugenddorfwerk Deutschland CJD, der Internationale Bund, die RAG Bildung oder das Kolpingwerk), die im Auftrag der Bundesagentur für Arbeit die BvB-Maßnahmen vor Ort durchführen.